# Карл Цервенка
Карл Цервенка (нім. Karl Cerwenka) — австрійський футболіст, що грав на позиції півзахисника. Відомий виступами у складі клубу «Флорідсдорфер». 

## Клубна кар'єра
З 1929 і по 1937 рік виступав у складі клубу «Флорідсдорфер». Найвищим результатом у чемпіонаті, якого досягла команда в цей час було 6 місце у 1930 і 1937 роках і 7 місце у 1934 і 1935 роках. У кубку Австрії у складі «Флорідсдорфера» був півфіналістом у 1933 році, поступившись «Аустрії» (1:4) і у 1934 році, коли на шляху до фіналу стала «Адміра» (0:1). Виступав у півзахисті разом з Францом Радаковичем і Йоганном Мюллером.
У 1934 році клуб виграв кваліфікаційний турнір до кубка Мітропи, обігравши клуби «Вінер АК» (1:0) і «Відень» (0:0, 2:1). У самому турнірі для провідних клубів Центральної Європи Цервенка не грав, його місце зайняв Йоганн Гоффманн.
Загалом у складі «Флорідсдорфера» зіграв у чемпіонаті 138 матчів і забив 15 голів.

## Статистика

### Статистика в чемпіонаті
| Сезон   | Клуб          | Матчі | Голи | Місце |
| ------- | ------------- | ----- | ---- | ----- |
| 1929/30 | Флорідсдорфер | 10    | 3    | 6     |
| 1930/31 | Флорідсдорфер | 16    | 2    | 9     |
| 1931/32 | Флорідсдорфер | 22    | 4    | 11    |
| 1932/33 | Флорідсдорфер | 22    | 4    | 10    |
| 1933/34 | Флорідсдорфер | 21    | 0    | 7     |
| 1934/35 | Флорідсдорфер | 22    | 0    | 7     |
| 1935/36 | Флорідсдорфер | 19    | 2    | 9     |
| 1936/37 | Флорідсдорфер | 6     | 0    | 6     |